# مقاطعة أندرسون (تينيسي)
مقاطعة أندرسون (بالإنجليزية: Anderson County, Tennessee)‏ هي إحدى مقاطعات ولاية تينيسي في الولايات المتحدة. تأسست سنة 1801، وتبلغ مساحتها 893 كم2، بلغ عدد سكانها 75129 نسمة في عام 2010 حسب إحصاء مكتب تعداد الولايات المتحدة وتصل الكثافة السكانية فيها 82 نسمة/كم2.

## أعلام
- جون ر. نيل

## وصلات خارجية
- www.andersontn.org